# Liste von Werken des Curriculums der Gelug-Schule des tibetischen Buddhismus
Dies ist eine Liste von Werken des Curriculums der Gelug-Schule des tibetischen Buddhismus.
Die Werke des Curriculums der Gelugpa basieren auf den fünf großen indischen Textschriften (siehe Abschnitt Hauptthemen). Die Kommentare stammen meist aus den Lehren von Tsongkhapa und seinen Hauptschülern Gyeltshab Je (rGyal-tshab rJe; 1364–1432) und Khedrub Je (mKhas-grub rJe; 1385–1438). Die großen Klöster haben selbst Textbücher bzw. Kommentare verfasst, sogenannte Yigcha (Yig-cha; siehe Abschnitt Textbuchautoren). Die klösterlichen Ausbildungsstätten heißen Dratshang (Grwa-tshang).
In den drei wichtigsten Gelugpa-Klöstern – den Drei Großen Klöstern: Ganden, Drepung und Sera – gibt es vier Grade von Geshe-Titeln: Lharampa, Tsogrampa, Rigrampa und Lingse.

## Hauptthemen
- Pramana (tshad ma) – basierend auf Dharmakirtis Gültiger Wahrnehmung/Commentary on Valid Cognition (skt. Pramanavartika, tib. tsad ma rnam ’grel).
- Prajnaparamita (phar phyin) – basierend auf Maitreyas Weitreichendem unterscheidenden Gewahrsein/Ornament of Realization (skt. Abhisamayalamkara, tib. mngon rtogs rgyan).
- Madhyamaka (dbu ma) – basierend auf Chandrakirtis Abhandlung zum Mittleren Weg/A Supplement to Treatise on the Middle Way (skt. Madhyamakavatara, tib. dbu ma la ‘jug pa).
- Vinaya (’dul ba) – basierend auf Gunaprabhas Vinaya-Sutra (skt. Vinayasutra, tib. ’dul ba’i mdo).
- Abhidharma (mdzod) – basierend auf Vasubandhus Schatzhaus spezieller Themen des Wissens/Treasury of Knowledge (skt. Abhidharmakosha, tib. mgon par chos kyi mdzod)

## Textbuchautoren
Im Folgenden eine kleine Übersicht zu den Autoren der Textbücher in den einzelnen Klöstern:

### Kloster Ganden
- Ganden Changtse Dratshang (dGa'-ldan Byang-rtse Grwa-tshang): Jetsün Chökyi Gyeltshen (rJe-btsun Chos-kyi rgyal-mtshan) (1469–1544)
- Ganden Shartse Dratshang  (dGa’-ldan Shar-rtse Grwa-tshang): Penchen Sönam Dragpa (Pan-chen bSod-nams grags-pa) (1478–1554)

### Kloster Sera
- Sera Je Dratshang (Se-ra Byes Grwa-tshang): Jetsün Chökyi Gyeltshen (rJe-btsun Chos-kyi rgyal-mtshan)
- Sera Me Dratshang (Se-ra sMad Grwa-tshang): Jetsünpas Schüler Khedrub Gendün Tenpa Dargye (Mkhas-grub-dge-'dun Bstan-pa-dar-rgyas; 1493–1568)

### Kloster Drepung
- Drepung Loseling Dratshang ('Bras-spungs Blo-gsal gling Grwa-tshang): Penchen Sönam Dragpa (Pan-chen bSod-nams grags-pa) (1478–1554)
- Drepung Ngagpa Dratshang ('Bras-spungs sNgags-pa Grwa-tshang): Penchen Sönam Dragpa (Pan-chen bSod-nams grags-pa) (1478–1554)
- Drepung Gomang Dratshang ('Bras-spungs sGo-mang Grwa-tshang): Künkhyen Jamyang Shepa Ngawang Tsöndrü (Kun-mkhyen ‘Jam-dbyangs bzhad-pa Ngag-dbang brtson-‘grus) (1648–1721)
- Drepung Deyang Dratshang ('Bras-spungs bDe-dyangs Grwa-tshang): Künkhyen Jamyang Shepa Ngawang Tsöndrü (Kun-mkhyen 'Jam-dbyangs bzhad-pa Ngag-dbang brtson-‘grus) (1648–1721)

### Kloster Labrang
- Labrang-Kloster (Bla-brang dGon-pa): Künkhyen Jamyang Shepa Ngawang Tsöndrü (im östlichen Amdo (gegründet vom 1. Jamyang Shepa), dem die meisten Klöster in der Inneren und Äußeren Mongolei, Burjatien, Kalmückien und Tuwa folgen.[3])